# Поспелова, Анна Михайловна
Анна Михайловна Поспелова (род. 13 июля 1995, Тюмень) — российская волейболистка, либеро.

## Биография
Начала заниматься волейболом в тюменской ДЮСШ № 1. 1-й тренер — А. М. Кудрявцева. В 16-летнем возрасте начала выступать в амплуа связующей за фарм-команду ВК «Тюмень» («Тюмень-ТюмГУ»-2) в Молодёжной лиге чемпионата России, а в 2012 дебютировала за основную команду тюменского клуба в суперлиге уже в качестве либеро. За «Тюмень-ТюмГУ» выступала до 2017 года, после чего один сезон отыграла в волгодонском «Импульсе». В 2018 заключила контракт с владивостокской «Приморочкой», а в феврале 2020 приглашена в московское «Динамо». По окончании сезона 2019/20 перешла в «Сахалин», но уже в декабре 2020 вернулась в «Динамо» (Москва), за которое выступала до 2022 года, дважды выиграв в его составе медали чемпионата России и дважды — Кубка России.

### Клубная карьера
- 2011—2013 —  «Тюмень-ТюмГУ»-2 (Тюмень) — молодёжная лига;
- 2012—2017 —  «Тюмень-ТюмГУ» (Тюмень) — суперлига, высшие лиги «Б» и «А»;
- 2017—2018 —  «Импульс» (Волгодонск) — высшая лига «А»;
- 2018—2020 —  «Приморочка» (Владивосток) — высшая лига «А»;
- 2020 —  «Динамо» (Москва) — суперлига;
- 2020 —  «Сахалин» (Южно-Сахалинск) — высшая лига «А»;
- 2020—2022 —  «Динамо» (Москва) — суперлига;
- 2022—2023 —  «Липецк» (Липецк) — суперлига;
- 2023—2024 —  «Атом-Курск» (Курск) — суперлига.
- с 2024 —  «Сахалин» (Южно-Сахалинск) — высшая лига «А».

## Достижения
- серебряный (2021) и бронзовый (2022) призёр чемпионатов России.
- серебряный (2020) и бронзовый (2021) призёр розыгрышей Кубка России.
- бронзовый призёр розыгрыша Кубка Сибири и Дальнего Востока 2018.